# Zorro (série télévisée, 1957)
Pour les articles homonymes, voir Zorro (homonymie).
Zorro est une série télévisée américaine en 78 épisodes de 25 minutes tournée en noir et blanc puis colorisée en 1992, et 4 épisodes de 50 minutes, créée d'après le personnage éponyme de Johnston McCulley paru sous forme de roman-feuilleton sous le titre de Le Fléau de Capistrano. La série a été produite par les studios Disney et diffusée en noir et blanc entre le 10 octobre 1957 et le 2 avril 1961 sur le réseau ABC.
En France, la série a été diffusée pour la première fois à partir du 7 janvier 1965. Sur les 78 épisodes, seuls 39 seront diffusés sur la première chaîne de l'ORTF lors de sa première diffusion. Rediffusion à partir de septembre 1970 le jeudi après-midi dans le cadre de l'émission "Rue des Alouettes" puis en février 1974 dans La Une est à vous sur la 1re chaîne de l'ORTF. Rediffusion à partir de juin 1979 dans Les Visiteurs du mercredi sur TF1. Elle revient à partir du 26 janvier 1985 dans l'émission Le Disney Channel sur FR3. La première diffusion de la version colorisée eut lieu à partir du 7 janvier 1996 dans Le Disney Club sur TF1, puis sur M6. Diffusée sur France 3 sans discontinuité depuis le 29 juin 2008 chaque fin de semaine après 20 heures, la diffusion a cessé le 25 août 2019. Une rediffusion a lieu sur France 4 du dimanche au vendredi vers 20h10 avec deux épisodes chaque soirée, puis depuis le 18 mars 2020 sur France 3.

## Synopsis
John West découpe la série en plusieurs grandes parties avec des épisodes :
- Zorro contre Monastorio durant les 13 premiers épisodes.
- L'Aigle du 14e au dernier épisode de la première saison.
- The New Order du 7e au 12e épisode de la saison 2.
- Amnesty for Zorro du 13e au 19e épisode de la saison 2.
- Spark of Revenge du 20e au dernier épisode de la saison 2.

Zorro contre le commandant Monastorio (saison 1, épisodes 1 à 13)
Au début des années 1820, sous le règne du Roi Ferdinand VII, de retour d'Espagne où il faisait ses études, Don Diego de la Vega découvre que Los Angeles est tyrannisée par le commandant de la garnison de cette petite ville de la Californie espagnole. Le jeune noble décide alors de combattre ces abus de pouvoir et prend les armes sous le nom de Zorro (« renard » en espagnol), un cavalier masqué vêtu de noir monté sur un cheval noir, Tornado. Don Diego est aidé par son fidèle serviteur muet (qui se fait également passer pour sourd), Bernardo.
L'Aigle (saison 1, épisodes 14 à 39)
Don Diego découvre petit à petit un complot pour reprendre les droits de propriété de la Californie détenus par l'Espagne et vendre le territoire au plus offrant. Un mystérieux émissaire, surnommé l'Aigle, serait à l'œuvre.
Monterey (saison 2, épisodes 1 à 5)
Don Diego arrive à Monterey pour donner des fonds d'investissement à un vieil ami de son père, Don Verdugo. Il veut s'assurer avant toute chose de l'honnêteté de celui-ci. En effet, beaucoup de vols d'argent ont lieu sur la route qui mène à Monterey. Entre-temps la fille de Verdugo s'éprend de Zorro et souhaite connaître son identité. Zorro, alias Don Diego, malgré son attirance pour Anna Maria Verdugo, choisit de continuer de défendre l'injustice dans son rôle du cavalier masqué.
The New Order (saison 2, épisodes 6 à 13)
Zorro se lance dans un combat pour libérer Joaquin Castenada, un paysan emprisonné qui s'est rebellé contre l'adjudant Rico et le Capitaine Briones.
Amnesty for Zorro (saison 2, épisodes 14 à 19)
Un curieux cavalier arrive dans la petite bourgade de Los Angeles. Il prend gîte et couvert à l'hacienda de Don Diego à l'insu de celui-ci. Mais ce mystérieux Señor n'est autre que l'oncle de Diego, Don Esteban. Celui-ci ne pense qu'à une seule chose : être très riche sans travailler. Il va œuvrer dans ce sens en courtisant une riche héritière afin de l'épouser. Don Diego et Don Alejandro réfléchissent pour empêcher ce mariage.
Spark of Revenge (saison 2, épisodes 20 à 39)
Zorro essaye de réparer l'injustice touchant le paysan Miguel, accusé du meurtre et de l'incendie du ranch de Don Hilario. Anita Cabrillo, une riche jeune fille, a quitté l'Espagne pour la Californie dans l'espoir de retrouver son père. Mais à Los Angeles personne ne semble avoir entendu parler du Señor Cabrillo. Don Diego propose de l'aider dans ses recherches. Joe Crane, un trappeur américain, vient tout juste de débarquer à Los Angeles. Serviable, il aide Bernardo à se sortir d'une rivière dans laquelle il s'est embourbé avec son chariot. Lorsque Joe Crane se rend à l'auberge pour boire un verre, il fait preuve d'un sans-gêne qui ne tarde pas à le mettre dans l'embarras. Don Basilio a été envoyé à Los Angeles par le roi d'Espagne, afin de récolter des fonds pour la guerre qui sévit en Europe. Il débarque en plein milieu de la fête donnée en l'honneur du sergent Garcia et ne se gêne pas pour interrompre les festivités. Ses méthodes martiales déplaisent à Zorro.

## Fiche technique
- Titre : Zorro
- Réalisation : Lewis R. Foster, Norman Foster, John Meredyth Lucas, Robert Stevenson, Charles Barton, Charles Lamont, William Witney, Hollingsworth Morse
  - non crédité[7] : Harmon Jones, James Neilson
  - Assistant réalisateur : Vincent McEveety, Russ Haverick, Arthur J. Vitarelli, Joseph L. McEveety
- Scénario : Lowell S. Hawley, John Meredyth Lucas, N. B. Stone Jr., Lewis R. Foster, Norman Foster, Bob Wehling, Robert Westerby, Robert Bloomfield d'après les romans de Johnston McCulley
  - non crédité[7] : Jackson Gillis, Gene L. Coon, Maurice Hill
- Photographie : Gordon Avil
- Montage : Roy Livingston, Stanley Johnson, Cotton Warburton, Hugh Chaloupka
- Direction artistique : Marvin Aubrey Davis
  - Artiste Matte : Peter Ellenshaw
- Décors : Emile Kuri, Hal Gausman
- Costumes : Chuck Kheene
- Responsable escrime : Fred Cavens
- Maquillage : Pat McNalley
- Technicien du son : Robert O. Cook
- Effets spéciaux : George E. Turner
- Musique et génériques :
  - Musique originale : William Lava, Buddy Baker
  - Générique américain : interprété par Thurl Ravenscroft, Bill Lee, Bob Stevens et Max Smith. Paroles de Norman Foster, musique de George Bruns[8]
  - Générique français : interprété par Claude Germain, José Germain et Vincent Munro.
- Producteurs : Bill Anderson, Louis Debney
- Société de production : Walt Disney Productions
- Sociétés de distribution : ABC, Buena Vista Distribution
- Pays d'origine : États-Unis
- Langue : anglais
- Format : Noir et blanc - 35 mm - 1,33:1 - Son mono
- Nombre de saisons : 2
- Nombre d'épisodes : 82 (78 épisodes de 25 min et 4 épisodes de 50 min)
- Durée : 25 minutes
- Dates de première diffusion :  États-Unis : 10 octobre 1957 ;  France : 7 janvier 1965

Sauf mention contraire, les informations proviennent des sources suivantes : John West et IMDb

## Distribution

### Acteurs principaux
- Guy Williams (VF : Jean-Louis Jemma) {sauf dans les épisodes 12 et 13 de la saison 1} : Don Diego de la Vega / Zorro
- Henry Calvin (VF : Fernand Rauzena) : le sergent Demetrio López García
- Gene Sheldon : Bernardo, le fidèle serviteur muet de Don Diego
- George J. Lewis (VF : Jacques Berlioz / Jean Ozenne) : Don Alejandro de la Vega
- Don Diamond[10] (VF : Jacques Dynam) : le caporal Reyes (à partir de l'épisode 14 de la saison 1)

### Acteurs récurrents
- Saison 1
  - Zorro contre Monastorio (épisodes 1.01 à 1.13)
    - Britt Lomond (VF : Jacques Berthier) : le commandant Enrique Sanchez Monastorio
    - Jan Arvan (VF : Fernand Fabre) : Don Ignacio Torres alias Don Nacho
    - Eugenia Paul : la señorita Elena Torres
    - Romney Brent  (VF : Maurice Pierrat) : le père Felipe
    - Nestor Paiva : Theo Gonzales (l'aubergiste)
    - Than Wyenn (en) (VF : Jacques Beauchey) : le licenciado Pina
    - Tony Russel : Carlos Martinez[11] (épisodes 11 et 12)
    - John Dehner : Vice-roi (épisode 13)

  - L'Aigle (épisodes 1.14 à 1.39)
    - Vinton Hayworth (VF : Jean-Henri Chambois) : le magistrat Carlos Galindo (épisodes 14 à 26)
    - Mort Mills : Lancier (épisode 15)
    - Myrna Fahey : Maria Crespo
    - Henry Willis : Messager du Roi
    - Julie Van Zandt : Magdalena Montes
    - Edward Colmans : Don Francisco
    - Peter Brocco : Barca
    - Joan Shawlee : Barmaid
    - Jim Bannon : Carlos Urista
    - Miguel Landa : Don Ramon Santil
    - Anthony Caruso (VF : Henry Djanik) : Don Juan Ortega
    - George Keymas : Roberto
    - Sandy Livingston : Rosarita Cortez
    - Peter Adams : Capitaine Toledano (épisodes 24 à 27)
    - Suzanne Lloyd : Raquel Toledano (saison 1 épisodes 24 à 30) / Isabella (saison 3 épisode 4)
    - Anthony George : Peralta
    - Armond Alzamara : Figueroa
    - Michael Pate (VF : Serge Sauvion) : Quintana (épisodes 27 à 30)
    - Peter Mamakos : Fuentes (épisodes 27 à 29)
    - Ted de Corsia : Espinosa
    - Steve Stevens : Rudolfo
    - Jack Kruschen : Jose Mordante (épisodes 31 et 32)
    - Mary Wickes : Dolores Bastinado (épisodes 31 à 34)
    - Bobby Crawford : Pogo Bastinado (épisodes 31 à 34)
    - Kent Taylor (VF : Michel Gatineau) : Carlos Murietta (épisodes 31 à 34)
    - Paul Picerni : Pietro Murietta (épisodes 33 et 34)
    - Charles Korvin (VF : Raymond Loyer) : Jose Sebastian Varga alias « l'Aigle » (épisode 27 / épisodes 35 à 39)
    - Jay Novello : Juan Greco (épisode 35 / épisodes 37 à 39)
    - Ralph Clanton (en) : George Brighton (épisode 36)
    - Henry Rowland : Comte Kolinko (épisodes 38 et 39)
- Saison 2
  - Monterey (épisodes 2.01 à 2.13)
    - Lee Van Cleef (VF : Jacques Degor) : Antonio Castillo (épisode 1)
    - Eduard Franz : Don Gregorio Verdugo (épisodes 1 à 5)
    - Jolene Brand (VF : Michelle Bardollet) : Anna Maria Verdugo (saison 2 épisodes 1 à 5 / épisodes 10 à 13)
    - Carlos Romero (en) : Don Romero Serrano (épisodes 1 à 5)
    - Ken Lynch (VF : Georges Atlas) : Pablo (épisodes 2 à 5)
    - Barbara Luna : Teresa Modesto (épisodes 6 à 9)
    - Perry Lopez : Joaquín Castañeda (épisodes 6 à 9)
    - Ric Roman : Capitaine Briones (épisodes 6 à 9)
    - Frank Wilcox : Rico (épisodes 6 à 9)
    - John Litel : le Gouverneur (épisodes 8 à 13 / épisodes 33 à 36)
    - Richard Anderson : Don Ricardo del Amo (épisodes 10 à 13)

  - Deuxième partie (épisodes 2.14 à 2.26)
    - Arthur Batanides : Lazaro (épisode 14)
    - Robert Vaughn : Miguel Roverto
    - Neil Hamilton : Don Hilario
    - Mark Sheeler : Tonio Alviso
    - Gloria Talbott : Moneta Esperon
    - Cesar Romero : Don Esteban, l'oncle de Don Diego (épisodes 16 à 19)
    - Patricia Medina : Margarita Cortazar (épisodes 16 à 19)
    - Annette Funicello : Anita Cabrillo (saison 2 épisodes 21 à 23) / Constancia (saison 3 épisode 3)
    - Jeff York (en) : Joe Crane (épisodes 24 à 26)

  - Troisième partie (épisodes 2.27 à 2.39)
    - Everett Sloane (VF : Georges Hubert) : Don Basilio (épisodes 27 à 30)
    - Robert J. Wilke (VF : René Arrieu) : le capitaine Mendoza (épisodes 27 à 30)
    - Noel de Souza : Paco
    - James Hong : le Chinois (épisode 38)
- Hors saison / Saison 3
  -     - Gilbert Roland : El Cuchillo (épisodes 1 et 2)
    - Annette Funicello[12] : Constancia de la Torre (épisode 3)
    - Suzanne Lloyd : Raquel Toledano (saison 1 épisodes 24 à 30 / Isabella (saison 3 épisode 4)

Source : John West et IMDb

## Personnages

### Personnages principaux
- Don Diego de la Vega (Guy Williams) : fils d'Alejandro de la Vega, un riche propriétaire terrien de Los Angeles. Son père le rappelle d'Espagne, où il effectuait ses études, pour l'aider à lutter contre le commandant Monastorio. Excellent épéiste, il choisit de ne pas défier ses ennemis — dont la plupart sont très puissants — sous son vrai nom, mais de créer un alter ego, Zorro, qui part défendre les opprimés lorsqu'il n'y a plus d'autre solution. Dans la vie civile, Don Diego se fait passer pour un simple et inoffensif amateur d'art et de littérature afin d'endormir les soupçons qui pourraient peser sur lui. Son principal défi est de tenir secrète l'identité de Zorro. Jeune homme gentil et charmant, il est également impulsif par moments. Au fil de la série, il a des romances avec différentes jeunes femmes, sans qu'aucune n'aboutisse.
- Don Alejandro de la Vega (George J. Lewis) : propriétaire de l'hacienda des de la Vega et engagé pour la défense des habitants de Los Angeles. Sanguin et révolté, il trouve son fils Don Diego trop tiède et oisif et admire secrètement Zorro, avant de découvrir (lors de la seconde saison) que les deux ne font qu'un. Il n'aime pas la famille de sa femme, qui n'est pas aussi honnête que cette dernière.
- Bernardo (Gene Sheldon) : serviteur de Don Diego et, au départ, le seul à connaître son secret. Muet, il se fait passer pour sourd afin de laisser traîner ses oreilles un peu partout et de rendre compte à son maître. Sa malchance l'entraîne parfois dans des situations périlleuses ou cocasses. Personnage serviable, intelligent et fidèle, il est aussi un bon combattant. Il lui arrive de s'habiller en Zorro pour détourner les soupçons qui peuvent peser sur son maître.
- Le Sergent Garcia (Henry Calvin) : maladroit, peu intelligent et gros buveur. Il est l'élément comique de la série et apparaît comme gentil et somme toute sympathique. Garcia désapprouve souvent les ordres et missions qu'on lui confie, les considérant comme injustes et malhonnêtes. S'il échoue toujours contre lui et bien qu'il rêve de toucher la récompense pour sa capture, il se satisfait plutôt des réussites de Zorro à rétablir la justice et approuve secrètement les actions de ce dernier. Don Diego, dont il est l'ami, se sert parfois de lui pour faire arrêter des hors-la-loi, mais Zorro doit toujours lui donner un coup de main pour qu'il y parvienne. Cela dit, si le sergent n'est pas du tout un fin escrimeur, il se montre beaucoup plus efficace au combat à mains nues (il parvient à prendre le dessus et à tuer par défense un des sbires meurtriers de l'Aigle armé d'une faux dans la première saison et à neutraliser complètement le bandit et kidnappeur Pablo dans la saison 2).
- Le Caporal Reyes (Don Diamond) : Autre personnage comique de la série et principal compagnon du sergent Garcia (bien que ce dernier le rudoie régulièrement). Reyes, faire-valoir de Garcia, n'est pas plus intelligent, mais toutefois plus habile que lui à combattre Zorro (épisode 19 saison 1).

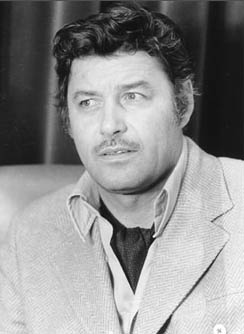
Guy Williams en 1973.
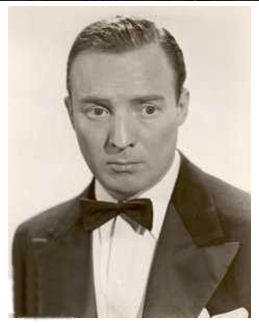
Gene Sheldon.
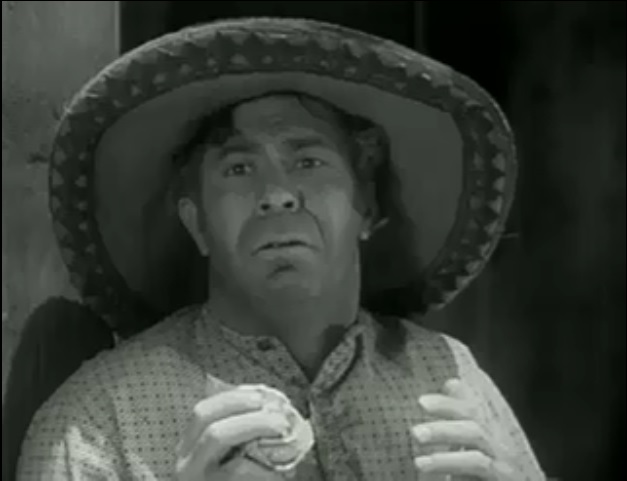
Don Diamond en 1957.

### Personnages secondaires
L'organisation de l'Aigle :
- Jose Sebastian Varga (Charles Korvin) : surnommé « L'Aigle », il complote pour prendre le contrôle de la Californie en semant le chaos et en volant des trésors. Il est aidé dans cette tâche par des personnages peu recommandables qui se reconnaissent entre eux par une plume d'aigle qui peut être taillée pour faire passer des messages. S'il est évoqué dès l'épisode 1.14, il n'apparaît qu'au début de l'épisode 1.27 et n'agit véritablement que durant les derniers épisodes de la saison 1, alors qu'il est nommé administrateur du sud de la Californie et s'installe à Los Angeles à la fin de laquelle il connaît une mort peu glorieuse. Il tue son complice le comte Kolinko quand il refuse d'honorer leur marché : 30 millions de pesos contre les provinces du sud de la Californie (en particulier Los Angeles). Il a un caractère extrêmement orgueilleux et arrogant, refusant d'écouter les conseils qui lui sont donnés par ses alliés et ne cherchant pas à ménager les habitants de Los Angeles. Il a une peur panique de se retrouver seul dans un endroit, phobie que Zorro saura exploiter à son avantage. Après avoir été vaincu par Zorro durant la bataille finale, il tente de s'enfuir mais est finalement tué par son bras droit Juan Greco après avoir abandonné ce dernier mortellement blessé par Don Alfredo.
- Juan Greco : secrétaire et bras droit de l'Aigle, il tente de le conseiller en lui montrant la dangerosité de Don Diego ou en lui conseillant d'être plus diplomate mais se fait régulièrement rabrouer. Il finira par tuer son maître après que celui-ci l'ait abandonné.
- Comte Kolinko : il ne fait pas partie de l'organisation de l'Aigle mais est le représentant d'une puissance étrangère (probablement la Russie, compte tenu de sa barbe remarquable et de son accent) qui a proposé de le financer à condition qu'il réussisse à s'emparer de Los Angeles. Devant ses échecs, il lui annonce qu'il refuse et sera assassiné.
- Le Magistrat Carlos Galindo (Vinton Hayworth) : le juge corrompu au service de l'Aigle et personnage antagoniste principal des épisodes 1.14 à 1.26. Il cherche à la fois à obtenir de l'argent pour l'Aigle et à semer la discorde dans la région. Après avoir tenté de compromettre les personnalités de la ville, il est tué d'un coup d'épée dans le dos donné par accident par un complice, le « faux mendiant aveugle ».
- Magdalena Montez : elle est la fille d'un riche ranchero et Alejandro souhaite que son fils l'épouse. Il va donc l'encourager à la fréquenter mais sa mauvaise réputation rend Diego réticent jusqu'à ce qu'il la voit et soit séduit par sa beauté. Cependant, il découvre qu'elle est une envoyée de l'Aigle, qu'elle semble avoir rejoint par goût des intrigues. Après avoir été sauvée par Zorro, elle abandonne le complot et ne réapparaîtra plus dans la série.
- Juan Figueroa (Armond Alzamara) : un soldat de la garnison corrompu par le magistrat. Il permettra à ses complices d'entrer dans la caserne pour voler la poudre. Une fois arrêté, il tentera de les faire évader puis les empoisonnera pour éviter qu'ils ne parlent. Il tentera d'empoisonner le capitaine Toledano mais échouera et sera capturé par Zorro qui le forcera à révéler publiquement la vérité sur le magistrat. Ce dernier le tuera.
- Raquel Toledano (Suzanne Lloyd) : la femme du capitaine Toledano. Après la mort du magistrat, elle apparaît comme la représentante de l'Aigle à Los Angeles. Son but est d'obtenir pour son mari une position haut placée. Il ne sait pas qu'elle fait partie de la conspiration. Elle finira par repartir en Espagne avec lui.
- Carlos Murrieta : il arrive à Los Angeles avec le fruit des pillages effectués en Amérique du sud et qu'il doit revendre pour l'Aigle. Il a un caractère arrogant et manie très bien l'épée et surtout le fouet. Il sera capturé par Zorro.
- Pedro Murieta : frère du précédent. Il est chargé de transporter les trésors pillés en Amérique du sud. Il se bat avec des bolas et est moins doué que lui à l"épée. Il mourra en tombant dans le trou de la tannerie.

Autres personnages :
- Dolores Bastinado : riche propriétaire terrienne, elle a été déçue par un homme qui voulait l'épouser pour son argent et est restée célibataire. Le sergent Garcia tentera sans succès de la séduire mais elle appréciera davantage la gentillesse du caporal Reyes qu'elle invitera à venir la voir dans son ranch.
- Pogo Bastinado : petit frère de la senorita, il l'aide dans son commerce en faisant des livraisons. Il admire le sergent Garica dont il croit les vantardises destinées à séduire sa sœur ou à se faire offrir un verre. Le sergent finira cependant par s'attacher sincèrement à lui.
- L'oncle Esteban (Cesar Romero) : Frère de la mère (décédée) de Don Diego. Ce dernier et Don Alejandro tentent de remettre ce paresseux doublé d'un escroc dans le droit chemin, mais en vain. Il tente d'épouser une riche héritière pour s'approprier sa fortune. L'intervention de Zorro fait échouer ce plan et provoque sa fuite.
- Gregorio Verdugo : notable de Monterey qui tente d'organiser une vaste opération commerciale faisant appel aux riches notables de toute la Californie, dont les De la Vega. Il a autrefois combattu pour l'Espagne et en a gardé une blessure au bras gauche.
- Anna Maria Verdugo (Jolene Brand) : fille du précédent, notable de Monterey. Elle apparaît dans les épisodes 2.01 à 2.05, où elle est mêlée, malgré elle, à une tentative de détournement de fonds, puis dans les épisodes 2.10 à 2.13. Elle est éprise de Zorro et, si elle apprécie Diego après des débuts difficiles liés à la méfiance de celui-ci envers son père, elle regrette qu'il ne soit pas aussi vaillant que Zorro et le considère plutôt comme un frère. Elle vit d'abord avec son père puis, après le départ de celui-ci en Espagne, chez son oncle.
- Romero Serano : il est en apparence un soutien de Verdugo et est proche de sa fille. En réalité, il est le chef de la bande qui tente de s'emparer de l'argent collecté par celui-ci. Il a perdu au jeu la fortune hérité de son père.
- Pablo : un indien serviteur de la famille Verdugo. Il déteste en fait celle-ci et est le second de la bande. Il trahira et tuera Romero et sera tué par le sergent Garcia;
- Rico : proche du gouverneur de Californie qui lui laissera la gestion de l'Etat lors du voyage. Il se révèlera ambitieux et sans scrupules. Il voudra chasser les peones de la place principale de Monterey pour donner une bonne image de son action, ce qui suscitera leur révolte. Ses méthodes risquant d'être découvertes, il tentera de tuer le gouverneur puis de s'enfuir mais sera tué par celui-ci.
- Teresa Modesto : vendeuse de Tamales sur la place de Monterey et fiancée de Joaquin Castenada qu'elle aidera à se cacher des hommes de Rico. Elle a un fort caractère, n'hésitant pas à frapper les soldats lorsqu'ils s'en prennent à elle, se disputant souvent avec son fiancé et flirtant régulièrement avec Diego.
- Joaquin Castenada : un vaquero de Monterey qui défendra le peuple et prendra la tête de la révolte contre le gouverneur en se cachant dans les environs de Monterey. Sa tête sera mise à prix pour 1 000 puis 2 000 dollars. Il a mauvais caractère, est rancunier et recourt rapidement à la violence mais est aussi intelligent et capable d'écouter les autres.
- Le gouverneur de Californie (John Litel) : un homme débonnaire mais têtu qui a tendance à être régulièrement trahi par ses subordonnés. Il se prénomme José. Il a une fille.
- Ricardo Del Amo : un ami de Diego originaire de San Francisco et amateur de farces de mauvais goût, particulièrement envers Diego. Il est amoureux d'Anna Maria Verdugo. Il est doué dans le maniement de l'épée et du fouet.
- Anita Cabrillo : jeune fille espagnole qui se rend à Los Angeles pour retrouver son père. Elle est hébergée par les de la Vega et se met fréquemment en danger dans ses recherches.
- Joe Crane : un Americano, venu des montagnes pour vendre ses peaux. Venu en Californie sans autorisation légale, il sera arrêté par le sergent Garica et fera tout pour récupérer ses peaux, malgré le riche Don Carlos qu'il a humilié et qui fera tout pour se venger. Malgré son côté rustre, c'est quelqu'un qui a bon coeur.
- Carlota : une servante de l'auberge qui vit avec son père dans une maison à l'écart de Los Angeles. Embrassée sur la joue par surprise par Joe Crane, elle s'en offusque mais a aussi de la sympathie pour lui et le cachera du sergent et de Don Carlos. Elle a un fort caractère qui lui permet de tenir tête à ses interlocuteurs.
- Don Carlos : un riche ranchero arrogant, humilié par Joe Crane et qui cherche à le tuer pour se venger.
- Felipe Basilio : un magistrat envoyé par le roi d'Espagne pour obtenir de l'argent des Californiens grâce à des emprunts. S'il apparaît d'abord comme un patriote qui veut atteindre son objectif à tout prix, il apparaît vite qu'il aime le luxe et veut garder l'argent obtenu pour lui. Il tentera ensuite d'obtenir les terres d'un riche ranchero grâce à un procès truqué. Il sera tué accidentellement par le capitaine Mendoza.

### Liste des commandants (ou capitaines)
1re saison :
- Le Commandant Enrique Sanchez Monastorio (Britt Lomond) : il est l'antagoniste principal des épisodes 1.01 à 1.13. Ambitieux, il profite de sa position pour s'emparer des richesses des habitants de Los Angeles en usant tant de son charme que de menaces, réprimant férocement ceux qui s'opposent à lui. Le licenciado Pina l'aide dans ses plans. Il démasque Zorro mais se trouve discrédité par une ruse de Don Diego (Bernardo déguisé en Zorro), qui aboutit à son arrestation et à celle de Pina par le vice-roi. Il affronte Zorro à cinq reprises et perd à chaque fois. Il s'en prend souvent au sergent Garcia.
- Le Capitaine Melindez est un capitaine qui apparaît uniquement dans l'épisode 14 de la saison 1. Il est décrit comme étant bon et juste par Don Alejandro de la Vega, malheureusement il est abattu dès son arrivée par un homme de l'Aigle.
- Le Capitaine Ortega apparaît des épisodes 20 à 22. En réalité, il a usurpé l'identité du véritable capitaine Juan Ortega, après l'avoir assassiné. Agent sadique au service de l'Aigle, son vrai nom est Sancho Fernandez. Après avoir essayé de tuer Rosa Rita pour éviter d'être démasqué, il tente de s'enfuir avec l'or du Magistrat. Au cours d'un combat sur un toit, il est tué par Zorro qui provoque sa chute, après qu'il fut parvenu à lui arracher son masque. Il affronte Zorro à l'épée à deux reprises.
- Le Capitaine Arturo Toledano est le seul capitaine de la série à ne pas être un antagoniste de Zorro ; il apparaît dans les épisodes 24 à 27. Il est fier mais juste et loyal. Il est marié et jaloux lorsqu'il pense que des hommes tentent de séduire sa femme.

2e saison :
- Le Capitaine Estrado est un capitaine qu'on ne voit pas mais qui est mentionné à plusieurs reprises au début de la saison 2, on ne sait donc rien de lui.
- Le Capitaine Briones est un capitaine brutal et agressif prompt à détruire les marchés de Monterey, il incite d'ailleurs ses soldats à être aussi cruels que lui, son rêve est d'éliminer le jeune révolutionnaire Joaquin Castenada. Il arbore un brassard sur son uniforme et en offre aux plus méritants, ce que le sergent Garcia refuse car il est en opposition totale avec sa politique despotique. Il n'affronte Zorro à l'épée qu'une seule fois. Il apparaît dans les épisodes 6 à 9. Après avoir été vaincu par Zorro, il est arrêté et son complice Rico (le gouverneur par intérim) est tué par le gouverneur.
- Le Capitaine Del Guero est un capitaine n'apparaissant que dans l'épisode 11 de la saison 2, c'est un capitaine vantard, égoïste, imbu de sa personne, antipathique et se prétendant irréprochable, il n'hésite d'ailleurs pas à condamner ses accusés sans les avoir fait juger. Il n'affronte Zorro à l'épée qu'une seule fois.
- Le Capitaine Mendoza est un capitaine qui ne prend pas directement le contrôle du district mais seconde cette tâche en laissant la place de la direction au señor Andres Felipe Basilio (interprété par Everett Sloane). Sans crupules, sadique, il n'affronte Zorro à l'épée qu'une seule fois. Il tue accidentellement le señor Basilio (après que ce dernier lui ai dit de tirer à vue sur Zorro et qu'il ait découvert que Don Diego est Zorro), alors que, tout à la joie de sa découverte, ce dernier a revêtu le costume de Zorro. Son sort final est inconnu, il est présumé envoyé en prison ou exécuté par le roi d'Espagne pour son crime.
- Le Capitaine Arellanos est un capitaine au premier abord sympathique, d'une fidélité sans faille au gouverneur, mais caractériellement gagné par la jalousie (que ce soit pour le poste de gouverneur ou par amour de la fille de ce dernier) ce qui confortera la tâche des Rebatos pour le corrompre et l'entraîner dans un complot visant à tuer le gouverneur, afin qu'il lui succède ; il deviendra alors un antagoniste pour Zorro, n'hésitant pas à menacer de tuer le sergent Garcia devant lui. Il affronte Zorro à l'épée à 2 reprises. La seconde lui sera fatale (épisode 36).

## Production

### Genèse
Le 9 août 1919 est publiée dans la gazette illustrée américaine All-Star Weekly une histoire sous forme de feuilleton nommée Le Fléau de Capistrano (The Curse of Capistrano) écrite par Johnston McCulley. Le personnage de Zorro y apparaît pour la première fois. Très vite, l'histoire sera publiée sous forme de roman en 1924 sous le titre de Le Signe de Capistrano, puis sera republiée sous le nouveau titre de Le Signe de Zorro (The Mark Of Zorro). C'est un très grand succès. Dès 1920, le cinéma muet adapte le roman sur le grand écran avec Le Signe de Zorro, interprété par Douglas Fairbanks, la grande star de l'époque. De nombreuses autres adaptations cinématographiques suivront dont la plus célèbre sera le film de 1940 : Le Signe de Zorro (The Mark Of Zorro) avec l'acteur Tyrone Power dans le rôle-titre. En 1950, Mitchell Gertz devient l'agent de Johnston McCulley pour les droits d'adaptation au cinéma et à la télévision. Il essaie de vendre les droits sans succès pendant plusieurs années.
Au début des années 1950, Walt Disney a besoin de financer le parc Disneyland en Californie. En 1952, au travers de sa société privée WED Entreprises, Disney achète les droits de plusieurs œuvres pour les adapter à la télévision dont Zorro. En 1954, plusieurs journaux évoquent la production imminente d'une série Zorro par Disney, mais sans épisode pilote, ABC refuse l'adaptation en série télévisée. Disney parvient toutefois à vendre à ABC deux concepts d'émissions dont Disneyland, une émission de type anthologie qui permet de promouvoir le parc tout en réutilisant des éléments du catalogue Disney. Dans le cadre de l'émission Disneyland, et pour identifier la section Frontierland du parc, le studio produit Davy Crockett. La série est un important succès mais elle ne dure que trois épisodes d'une heure, ce qui oblige Disney à produire d'autres séries de type Western. Disney propose alors de nouvelles séries à ABC en échange d'investissements supplémentaires, et le projet Zorro ressort des cartons.

### Débuts mitigés et reprise en main
Les premiers épisodes sont tournés sous la direction de Norman Foster qui officie aussi comme scénariste, mais sans véritable succès télévisuel. Les treize premiers épisodes ne semblent pas avoir de début ou de fin clairement établis et le fait que le générique débute avec « Walt Disney Studio presents » au lieu du traditionnel « Walt Disney presents » devient une des raisons du manque de succès.
Walt Disney décide donc d'avoir une ligne directrice dans la série. Il assigne début 1958 Lowell Hawley au poste de scénariste et ce dernier parvient difficilement à assembler les épisodes suivants avec une histoire centrée sur L'Aigle, aidé par le réalisateur Robert Stevenson. L'idée initiale pour les 13 épisodes suivants de la série était que les soldats espagnols n'avaient aucun contact avec leur royaume et donc un usurpateur pouvait user de messages secrets pour les berner. Cet homme mystérieux se servait d'une plume d'aigle pour cacheter ses messages, idée proposée à Walt Disney qui imagina ensuite l'ombre de la plume projetée sur un mur.
Par la suite, la série étant hebdomadaire, le studio a regroupé plusieurs scénaristes pour générer un flux constant d'histoires pour les épisodes. Cinq histoires différentes étaient produites en parallèle avec une obligation pour chaque scénariste de connaître la fin de l'épisode précédent même s'il n'avait pas encore été écrit.
Une fois la série repartie sur la bonne voie (du succès), c'est le producteur Bill Anderson qui en assure le suivi, Walt Disney n'intervenant que très rarement, ne regardant ni les scripts ni les rushs et insistant pour qu'il y ait plus d'action. Anderson explique que c'est surtout Roy Oliver Disney, le frère de Walt et responsable financier du studio qui lui demandait des comptes, Walt préférant que ce soit à Anderson plutôt qu'à lui.

### Tournage et acteurs
Pour faire des économies, le studio Disney a décidé de tourner la série en noir et blanc et quatre épisodes à la fois. Le tournage s'est effectué dans les studios Disney de Burbank pour les intérieurs mais aussi dans le fort et la ville reconstitués dans la partie nord du complexe. Les travaux de construction des décors permanents débutent en juin 1957. Les ouvriers construisent plusieurs bâtiments du village de « Pueblo La Reina de Los Angeles », la caserne de soldats avec ses palissades. La rue comprend une église, une prison, une mairie, une maison avec balcon pour le maire le tout couvert de stuc ou en adobe.
Ce sont les premiers décors permanents du studio, construits avec un budget de 100 000 USD auxquels s'ajoutent 35 000 USD de fournitures et 30 000 d'accessoires. Ils ont été construits sous la direction de Marvin Aubrey Davis. Ils comprennent une colline artificielle avec une rivière et une cascade en circuit fermé. Les scènes en extérieur ont aussi été tournées au Albertson Ranch à Thousand Oaks.
Bill Cotter mentionne 43 000 USD de frais supplémentaires pour la pré-production. Ces dépenses font de Zorro une série très onéreuse, avec un coût moyen de 82 000 USD par épisode d'une demi-heure, à comparer avec l'étude faite par Disney en 1950 et établissant le prix d'un épisode d'une heure à 13 840 USD. Mais la qualité de la série se voit à l'écran et permet de créer l'atmosphère appropriée pour les aventures du héros masqué. La zone de décors, surnommée Zorro Backlot, fut rasée et remplacée en 1997 par un important bâtiment de bureaux nommé Frank Wells Building.
Côté scénario et ambiance, Walt Disney s'est très fortement inspiré des films de 1920 et 1940 pour adapter sa série télévisée.
Pour le choix de l'acteur qui devait incarner Zorro, le réalisateur de la série Norman Foster hésita entre Britt Lomond (qui jouera le rôle du commandant Monastorio) et Guy Williams. C'est finalement sur ce dernier que se portera son choix. Pour compenser un peu le budget de la série, les acteurs devaient parfois tourner des scènes de quatre épisodes différents dans la même journée car elles prenaient place dans le même décor, ce qui de l'aveu de Guy Williams, était perturbant,.
Le tournage a connu de nombreux aléas dus aux blessures durant les duels, lesquels étaient réalisés avec des épées non mouchetées. C'est l'acteur Tony Russo qui fut le plus sérieusement blessé (à l'œil) lors de la première saison ; le tournage fut interrompu pendant deux semaines. Freddy Cavens était le maître d'armes attitré sur la série, et il avait formé Douglas Fairbanks et Tyrone Power, précédentes incarnations de Zorro. Selon l'acteur Britt Lomond (le commandant Monastorio), qui était un véritable escrimeur ayant travaillé avec tous les maîtres d'armes connus de Hollywood, Cavens était pourtant le meilleur dans sa profession. Bien des années plus tard, Guy Williams déclara: « On gérait les blessures sur le tournage ».
Le cheval Tornado fut joué par quatre étalons noirs Quarter horse, différents selon les scènes. Le plus fringant servait aux plans rapprochés, alors que les trois autres, plus robustes, apparaissaient dans les scènes de combat et de poursuite. Le cheval Phantom, un étalon blanc, est apparu dans quelques épisodes de la deuxième saison.

### Film et arrêt de la série
La série devient un succès et le studio reçoit entre 4 000 et 5 000 lettres de fans par mois ce qui le pousse à créer un fan club et une lettre d'information mensuelle. Les magasins reçoivent de nombreux articles à l'effigie de Zorro avec des capes, des masques et même une épée avec une craie au bout. Selon John West, c'est la première fois que l'on peut accuser le studio Disney de promouvoir un acte antisocial, une forme de vandalisme, celui de signer avec le Z de Zorro partout de la cuisine aux trottoirs. Le journaliste Will Jones du Minneapolis Morning Tribune évoque ainsi les petits Z faits par ses enfants partout dans sa maison, mais aussi un grand Z rayant la carrosserie de la Cadillac de Guy Williams. La presse et la télévision ont été elles aussi prises par la folie Zorro au point que tous les sujets étaient bons : du refus de Guy Williams de parader à cheval dans l'Oregon, au vaccin en forme de Z d'un pédiatre californien évoqué par le magazine Life en passant par le premier baiser du héros titré « Rouge à lèvre pour marquer Zorro » dans le Philadelphia Inquirer. Pour cette scène, pas moins de douze prises ont été nécessaires.
À l'instar de la précédente série Disney à succès Davy Crockett (1954 à 1955), le studio Disney regroupe plusieurs épisodes pour les diffuser au cinéma sous la forme d'un long métrage. La même recette fut appliquée à la série Zorro : en 1958 sort donc au cinéma une compilation d'extraits des treize premiers épisodes. Elle sera distribuée dans plusieurs pays, dont la France, sous le titre Signé Zorro (aux États-Unis, il ne sera diffusé qu'à l'été 1960). Un second film composé de montage d'épisodes de la première saison est réalisé par Charles Barton en 1959, sous le titre Zorro, the Avenger (it). En parallèle une adaptation en bande dessinée est publiée dans la collection Four Color de Dell Comics sous le titre Walt Disney Presents Zorro qui est rebaptisée Walt Disney's Zorro entre 1960 et 1961. À partir de 1963, Gold Key Comics lance une nouvelle série dans le magazine Walt Disney's Comics and Stories qui s'arrête en 1966 et réédite de 1966 à 1968 les histoires de Dell.
Mais à la fin des années 1950, la chaîne ABC souhaite profiter de l'engouement du public pour les séries de Western, qu'elle avait initiées, et demande à Disney d'en produire de nouvelles. Le studio Disney propose plusieurs scénarios à ABC qui les refuse tous ou presque, laissant à Disney l'opportunité d'en faire des films. D'après les souvenirs de Donn Tatum, durant l'une des réunions Leonard Goldenson et Jim Aubrey ont ainsi refusé Quelle vie de chien ! (1959), Monte là-d'ssus (1961) et sa suite Après lui, le déluge (1963), tous des succès au cinéma.
Pour satisfaire ABC, le studio Disney produit d'autres séries Western dont : Elfego Baca, Texas John Slaughter, Le Renard des marais et Daniel Boone. Mais les tensions initiées par les refus d'autres types de séries amènent la chaîne et le studio à se disputer les droits des précédentes productions. Les deux sociétés en arrivent au procès et à user de différents stratagèmes. En mai 1959, Walt déclare à la presse qu'il pense à arrêter l'émission Walt Disney Presents (ex-Disneyland).
Fin 1959, Disney arrête la production de Zorro pour officiellement utiliser Guy Williams dans des productions cinématographiques. Les Disney, Walt et Roy, cherchent alors à vendre l'émission The Mickey Mouse Club et Zorro à NBC ou CBS mais ABC argue que le contrat initial lui accorde une exclusivité de sept ans. Le 2 juillet 1959, Disney entame un procès pour invalider le contrat initial en invoquant la loi antitrust. La justice donne raison au studio Disney qui cesse alors toute activité avec ABC, au profit de NBC en raison de leur système de diffusion en couleur.

### Version colorisée
Tournés à l'origine en noir et blanc, les 78 épisodes de Zorro sont colorisés en 1992. En France, la première diffusion de la version colorisée eut lieu à partir du 7 janvier 1996 dans Le Disney Club sur TF1. Depuis, la série n'a plus été rediffusée en noir et blanc. Les DVD de la 1re saison comportent seulement la version colorisée. En France, de septembre 2008 au 25 août 2019 (11 ans), Zorro est diffusée en version colorisée tous les samedis et dimanches soir sur France 3.

## Analyse
Le critique de cinéma Leonard Maltin considère que la série, comme le film Signé Zorro (1958) qui en a été extrait, est surtout portée par le comique lié aux personnages de Bernardo et du sergent Garcia. Il note que l'acteur George J. Lewis, qui interprète Alejandro de la Vega, le père de Zorro, avait été la vedette masculine dans Zorro et la Femme au masque noir (Zorro's Black Whip), un film produit en 1944. Le compositeur William Lava avait également composé des œuvres pour ce film.
Pour Disney, la série Zorro marque l'arrivée au sein du studio de plusieurs techniciens de cinéma qui participeront, pour la plupart, à de nombreux films jusqu'aux années 1970. On peut citer le décorateur Hal Gausman, le costumier Chuck Keehne, le réalisateur Charles Barton, la maquilleuse Pat McNalley mais aussi les assistants réalisateurs Joseph L. McEveety et Arthur J. Vitarelli.
Douglas Brode fait un parallèle entre la relation de Zorro et la señorita Elena Torres et celles dans La Rose et l'Épée (1954) et La Belle et le Clochard (1955) dans lesquels un personnage féminin de noble lignée s'éprend d'un personnage masculin pauvre.

### Témoignage de Guy Williams sur la série
En 1985, un hebdomadaire retrouve Guy Williams dans sa retraite de Buenos Aires et celui-ci déclare au magazine :

« L'idée de jouer quelque chose comme Zorro n'était pas vraiment à même de m'emballer outre mesure. Comme tous les gamins, j'ai adoré Errol Flynn et Robin des Bois ; mais à trente ans, c'est difficile. Ce qui me plaisait, en revanche, c'était la certitude que ce feuilleton serait fait dans les meilleures conditions possibles, rien qu'avec des professionnels, parce que tout ce qui se réalisait chez Disney à l'époque était de la plus haute qualité. On ne lésinait sur rien. S'il nous fallait soixante cavaliers, on vous donnait soixante cavaliers. Pas douze qui font le tour du pâté de maisons et reviennent trente-six fois. Et puis, il faut dire aussi que j'aimais l'idée de travailler pour Walt Disney, qui a été un héros de ma jeunesse. »

À propos du casting : 

« Pour un acteur qui n'a pas l'habitude, c'est très déroutant. Il n'empêche que ça leur a pris six mois pour se décider. Je retournais périodiquement au studio pour de nouveaux essais. Mon avantage, c'est que je me suis tout de suite bien entendu avec Norman Foster, qui devait réaliser la série. De tout le studio, Norman Foster était le seul à tenir tête à Walt Disney. »

À propos du tournage en noir et blanc : 

« Norman et moi, on insistait aussi pour que Walt fasse Zorro en couleur. S'il l'avait fait, il y aurait eu dix fois plus de rediffusions aujourd'hui. Mais Walt ne croyait pas en Zorro. Il avait des doutes, à tel point que je me souviens qu'un producteur m'a conseillé de laisser tomber Zorro et miser sur le feuilleton qui allait vraiment casser la baraque : Andy Burnette. Mais qui n'a pas été au-delà de trois épisodes. »

## Diffusion

### Aux États-Unis
La série a initialement été diffusée sur le réseau ABC entre le 10 octobre 1957 et le 2 avril 1961.

### En France
En France, la série a été diffusée pour la première fois à partir du 7 janvier 1965. La série a été rediffusée tout au long des années 1970. Elle revient à partir du 26 janvier 1985 dans l'émission Le Disney Channel sur FR3. Rediffusion partielle dans sa version colorisée du 7 janvier 1996 au 29 décembre 1996 dans Le Disney Club sur TF1. Puis, en intégralité avec la saison 1 du 21 décembre 1998 au 2 janvier 1999 et les saisons suivantes du 31 mai 1999 au 27 août 1999 sur M6. Rediffusion disparate du 31 décembre 2000 au 17 août 2003 sur M6. Et enfin depuis le 29 juin 2008 sur France 3.

### Produits dérivés (France)
DVD
- Zorro - Saison 1 (2 décembre 2003) (ASIN B0000VKLP8)
- Zorro - Saison 2 (9 juillet 2008) (ASIN B001927NGW)
- Zorro - Intégrale (9 novembre 2011) (ASIN B005A4K2LI)

Disques 45 tours / 33 tours
- 33 tours : Zorro raconté par Daniel Gélin - Label: Adès ; référence: ST 3950F
- 33 tours : Signé Zorro - avec Daniel Gélin - D'après le grand film de Walt Disney - Label: Adès ; Référence: ALB. 43

Ouvrage de référence
- Livre : Zorro, l'emblème de la révolte par Olivier Besombes, Didier Liardet et Michelle Roussel (10 janvier 2015) - Éditions Yris  (ISBN 2912215366 et 978-2912215369)